# Gabriel Vasconcelos Ferreira
Gabriel Vasconcelos Ferreira zkráceně Gabriel (27. září 1992, Unaí, Brazílie) je brazilský fotbalový brankář, brazilského klubu Coritiba.

## Reprezentační kariéra
S brazilskou reprezentací U20 vyhrál Mistrovství světa hráčů do 20 let 2011 konané v Kolumbii.
S brazilským olympijským výběrem do 23 let získal stříbrnou medaili na Letních olympijských hrách 2012 ve Velké Británii (Brazílie podlehla ve finále Mexiku 1:2).

## Přestupy
- z Cruzeiro EC do AC Milán za 1 150 000 Euro
- z AC Milán do Perugia Calcio zadarmo
- z Perugia Calcio do US Lecce zadarmo
- z US Lecce do Coritiba zadarmo

## Statistiky
| Sezóna             | Klub               | Liga               | Liga   | Liga      | Ligové poháry | Ligové poháry | Ligové poháry | Kontinentální poháry | Kontinentální poháry | Kontinentální poháry | Celkem | Celkem    |
| Sezóna             | Klub               | Soutěž             | Zápasy | Obd. Góly | Soutěž        | Zápasy        | Obd. Góly     | Soutěž               | Zápasy               | Obd. Góly            | Zápasy | Obd. Góly |
| ------------------ | ------------------ | ------------------ | ------ | --------- | ------------- | ------------- | ------------- | -------------------- | -------------------- | -------------------- | ------ | --------- |
| 2010               | Cruzeiro           | Série A            | 0      | -0        | -             | 0             | -0            | PO                   | 0                    | -0                   | 0      | -0        |
| 2011               | Cruzeiro           | Série A            | 0      | -0        | -             | 0             | -0            | PO                   | 0                    | -0                   | 0      | -0        |
| 2012               | Cruzeiro           | Série A            | 0      | -0        | -             | 0             | -0            | -                    | 0                    | -0                   | 0      | -0        |
| Celkem za Cruzeiro | Celkem za Cruzeiro | Celkem za Cruzeiro | 0      | -0        | -             | 0             | -0            | -                    | 0                    | -0                   | 0      | -0        |
| 2012/13            | Milán              | Serie A            | 0      | -0        | IP            | 0             | 0             | LM                   | 0                    | -0                   | 0      | -0        |
| 2013/14            | Milán              | Serie A            | 7      | -10       | IP            | 0             | -0            | LM                   | 0                    | -0                   | 7      | -10       |
| 2014/15            | Carpi              | Serie B            | 39     | -23       | IP            | 0             | -0            | -                    | 0                    | -0                   | 39     | -23       |
| 2015/16            | Neapol             | Serie A            | 1      | -3        | IP            | 0             | -0            | LM                   | 3                    | -2                   | 4      | -5        |
| 2016/17            | Milán              | Serie A            | 0      | -0        | IP+IS         | 0+0           | -0            | -                    | 0                    | -0                   | 0      | -0        |
| 2017               | Cagliari           | Serie A            | 3      | -7        | IP            | 0             | -0            | -                    | 0                    | -0                   | 3      | -7        |
| 2017/18            | Milán              | Serie A            | 0      | -0        | IP            | 0             | -0            | EL                   | 0                    | -0                   | 0      | -0        |
| Celkem za Milán    | Celkem za Milán    | Celkem za Milán    | 7      | -10       | -             | 0             | -0            | -                    | 0                    | -0                   | 7      | -10       |
| 2018               | Empoli             | Serie B            | 16     | -14       | IP            | 0             | 0             | -                    | 0                    | 0                    | 16     | -14       |
| 2018/19            | Perugia            | Serie B            | 36+1   | -49+ -4   | IP            | 0             | -0            | -                    | 0                    | -0                   | 37     | -53       |
| 2019/20            | Lecce              | Serie A            | 34     | -76       | IP            | 1             | -0            | -                    | 0                    | -0                   | 35     | -76       |
| 2020/21            | Lecce              | Serie B            | 38+2   | -47+ -2   | IP            | 0             | -0            | -                    | 0                    | -0                   | 40     | -49       |
| 2021/22            | Lecce              | Serie B            | 31     | -25       | IP            | 2             | -4            | -                    | 0                    | -0                   | 33     | -29       |
| Celkem za Lecce    | Celkem za Lecce    | Celkem za Lecce    | 105    | -150      | -             | 3             | -4            | -                    | 0                    | -0                   | 108    | -154      |
| 2022               | Coritiba           | Série A            | 13     | -19       | -             | 0             | -0            | -                    | 0                    | -0                   | 13     | -19       |
| 2023               | Coritiba           | Série A            | ?      | -?        | -             | ?             | -?            | -                    | 0                    | -0                   | ?      | -?        |
| Celkově            | Celkově            | Celkově            | 221    | -279      | -             | 3             | -4            | -                    | 3                    | -2                   | 227    | -285      |

## Úspěchy

### Klubové
- vítěz 2. italské ligy (3x)

Carpi: 2014/15

Empoli: 2017/18

Lecce: 2021/22
- vítěz italského superpoháru (1x)

Milán: 2016
- 1× vítěz ligy provincie Cruzeiro (2011)

### Reprezentační
- 1x na OH (2012 - stříbro)
- 1x na MS 20 let (2011 - zlato)
- 1x na MJA 20 let (2011 - zlato)